# Heni Budiman
Heni Budiman (* 2. Juli 1986 in Tegal) ist eine indonesische Badmintonspielerin. 

## Karriere
Heni Budiman wurde 2003 indonesische Meisterin im Damendoppel mit Greysia Polii. Mit ihr gewann sie auch Bronze bei der Badminton-Juniorenweltmeisterschaft 2004. 2005 belegten beide gemeinsam Rang fünf im Doppel bei den Swiss Open.

## Sportliche Erfolge
| Saison | Veranstaltung                     | Disziplin   | Platz | Name                         |
| ------ | --------------------------------- | ----------- | ----- | ---------------------------- |
| 2003   | Indonesien: Einzelmeisterschaften | Damendoppel | 1     | Greysia Polii / Heni Budiman |
| 2004   | Juniorenweltmeisterschaft         | Damendoppel | 3     | Greysia Polii / Heni Budiman |
| 2005   | Swiss Open                        | Damendoppel | 3     | Greysia Polii / Heni Budiman |